# Daugmale
Daugmale ist ein Ort im lettischen Bezirk Ķekava. Er liegt am linken Ufer der Daugava, die heute etwas flussabwärts für das Wasserkraftwerk Riga (Rīgas HES) aufgestaut ist und in Riga in die Ostsee mündet.

## Geschichte

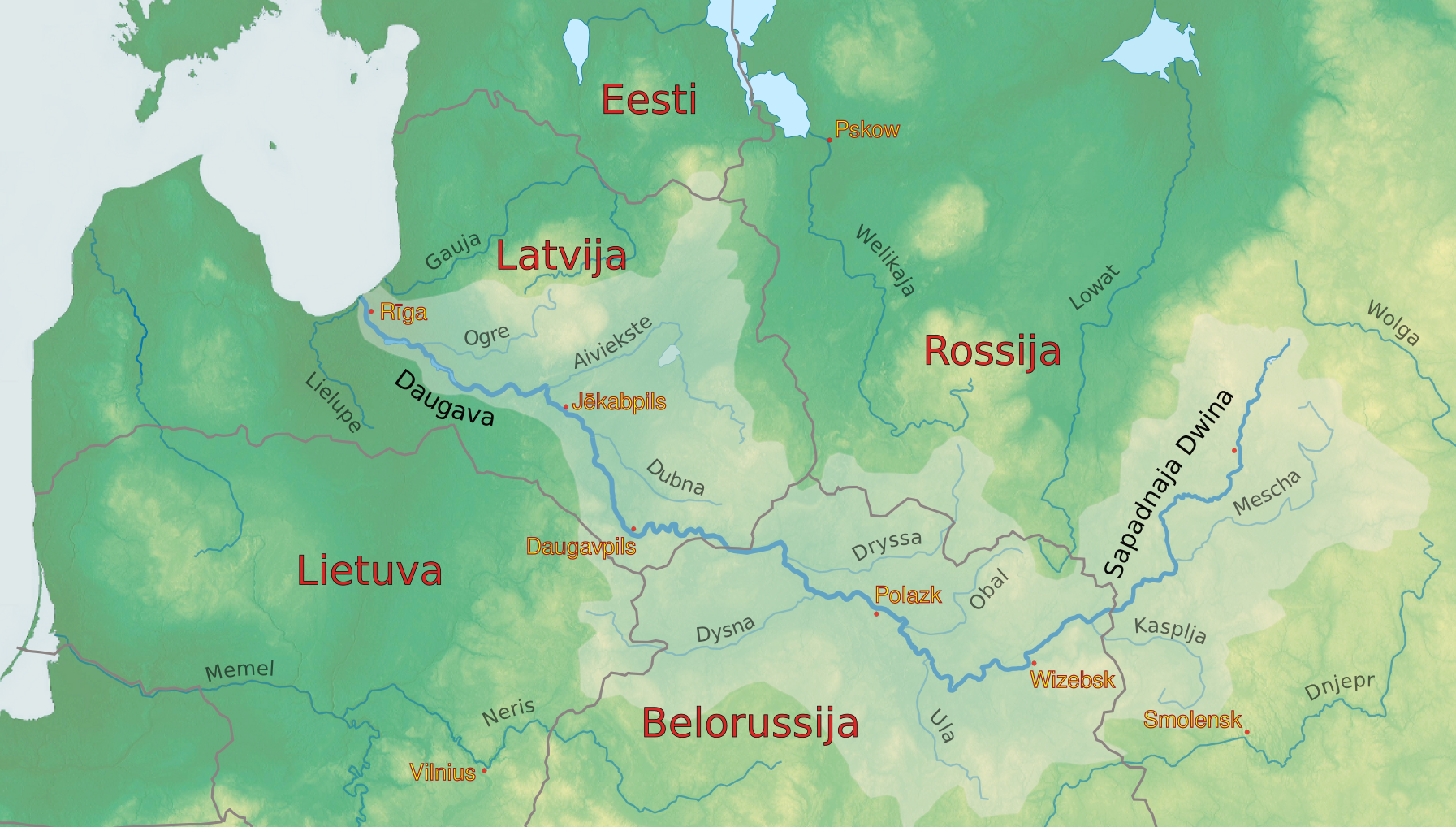
Lauf der Düna/Daugava

Der Fluss war einer der wichtigsten Routen für die Wikinger auf dem Weg ins Schwarze Meer und nach Byzanz. Am Fluss gibt es zahlreiche Befestigungen aus verschiedenen Perioden der Vorgeschichte und aus frühhistorischer Zeit. 
Eine der wichtigsten war Daugmale, eine Befestigung und eine Siedlung der Wikingerzeit (800–1050 n. Chr.), etwas außerhalb der modernen Stadt Riga gelegen. Ausgrabungen haben reiche Materialfunde erbracht. Im 11. und 12. Jahrhundert war der Ort ein Zentrum der Bernsteinbearbeitung, wo auch Kreuzanhänger gefertigt wurden. Für die nordische Forschung ist der Ort von Bedeutung, 1937 wurde der bisher einzige Gegenstand in Lettland mit einer Runeninschrift ausgegraben. Die Schicht, in der dieses Bruchstück eines Keulenkopfes gefunden wurde, wird in das 9. Jahrhundert datiert und enthielt zahlreiche skandinavische Elemente. Der Durchmesser betrug etwa acht Zentimeter. Darauf befindet sich ein tief eingeschnittenes Rankenmuster, das charakteristisch für Gotland ist. Der verstümmelte Text lautet: „diese Runen in“. Der Runenstein von Mervalla in Södermanland in Schweden bezieht sich auf Orte in der Nähe von Daugmale.
Der Platz ist heute durch die Erosion und durch den Bau des Wasserkraftwerks beschädigt.